# Birgitta Liljeroth
Eva Birgitta Liljeroth, senare gift Inger, född 25 december 1921 i Gränna landsförsamling, död 18 november 2013 i Landeryds församling, var en svensk friidrottare (stående längdhopp) som tävlade för IK Tord.
Liljeroth utbildade sig till gymnastikdirektör vid Gymnastiska Centralinstitutet.